# Мустафін Володимир Андрійович
Муста́фін Володи́мир Андрі́йович (*24 червня 1867 — †21 лютого 1933) — градоначальник і генерал-губернатор Одеси, генерал Української Держави, військовий губернатор Забайкальської області і генерал-губернатор Ставрополя.

## Біографія
Народився 24 червня 1867 року.
Закінчив Олександрівський кадетський корпус (Санкт-Петербург), по тому, у 1887, — 2-ге Костянтинівське училище, у 1895 — Військово-юридичну академію. 1897 року призначено військовим слідчим Приамурського військового округу.
Учасник Китайської кампанії 1900-01 років, Російсько-японської війни. У березні 1904 року отримує посаду діловода касаційної присутності Маньчжурської армії.
З 10 грудня 1905 року — військовий слідчий Петербурзького окружного військового суду. Потім переведено до Туркестанського генерал-губернаторства. 1909 року очолив канцелярію генерал-губернатора. Водночас стає членом туркестанського ґуртка любителів археології, склав декілька статеї про кам'яних баб (балбалах). Також в цей час вдруге одружується.
З 1910 року — генерал-майор військово-судового відомства.
З 18 березня 1911 по 21 січня 1917 року — Військовий суддя Віленського військово-окружного суду.
З 1917 — отаман Забайкальського козачого війська та військовий губернатор Забайкальської області. На шгляху до місця служби він трохи затримався, а по приїзду довідовся про зречення трону імператора Миколи II. Стикнувся з протидією Комітету громадської безпеки, що оголосив себе владою. На деякий час навіть арештований, проте згодом звільнений. Його повноваження підтверджено Тимчасовим урядом. Залишався на посаді до травня 1917 року.
Під час Першої світової війни — генерал для доручень при Головнокомандуючому арміями Південно-Західного фронту.
Нагороджений орденом Святого Станіслава 1 (1915), 2 з мечами (1902) та 3 ступеня (1901), Святого Володимира 3 (1913) та 4 ступеня (1907), Святої Анни 1 (1916) та 2 ступеня (1904).
У 1918 році — в гетьманській армії, призначений градоначальником і генерал-губернатором Одеси.
7 вересня 1918 року повідомив у Міністерство внутрішніх справ про вибух на артилерійських складах — що його підготували більшовики, ліві есери та члени Центрстрайкому міста: їм вдалося підкупити одного з австрійських вартових і організувати підкоп.
8 жовтня (25 вересня за старим стилем) звернувся до голови Ради міністрів та начальника штабу гетьмана: розглянути питання про можливість ліквідації відкритого в місті російського консульства — з появою якого «небувалі розміри набула більшовицька агітація». 12 жовтня в Одесі пройшла кампанія з ліквідації більшовицьких організацій, велику роль у керівництві якими відігравало консульство РСФРР. 14 жовтня в Одесі, під керуванням міського керівництва, ліквідоване російське консульство, співробітникам консульства запропонували негайно, під охороною залишити межі України.
Російський історик Венедикт Мякотін у своїх спогадах писав:
|  | В. Мустафін намагався встановити в Одесі порядки дореволюційної епохи, цей градоначальник домігся закриття Одеської міської думи, обраної 1917 р., і передачі міського господарства дореволюційній управі. |

З грудня 1918, після Антигетьманського повстання — у відставці.
З середини вересня 1919 року — у резерві чинів при штабі Головнокеруючого в Ростові.
В січні 1920 року  призначено Денікіним Ставропольським генерал-губернатором. Проте вже у квітні того ж року після поразки Денікін залишив Росію. З ними поїхав і Мустафін.
У травні 1920 року — емігрував до Королівства Сербів, Хорватів і Словенців, згодом — до Французької республіки. Очолював групу лейбгвардії Першого стрілецького полку в Парижі.
У 1932 році — учасник з'їзду представників Російських національних угруповань французької провінції.
Помер 21 лютого 1933 в Парижі.

## Родина
Микола (1889—?), майор РККА, член ВКП (б)